# NGC 1573
NGC 1573 è una galassia ellittica situata nella costellazione della Giraffa, a una distanza di circa 197 milioni di anni luce dalla nostra Via Lattea.

## Scoperta
La galassia è stata scoperta il 1 agosto 1883 dall'astronomo tedesco Wilhelm Tempel.

## Supernova
Il 7 febbraio 2010, all'interno di NGC 1573 è stata scoperta la supernova SN 2010X dall'astronomo amatoriale statunitense Doug Rich. La supernova è stata classificata di tipo Ic.

## Gruppo di NGC 1573
NGC 1573 è la galassia più luminosa di un gruppo di galassie che porta il suo nome. Il Gruppo di NGC 1573 comprende almeno altre 11 galassie tutte incluse nell'Uppsala General Catalogue (UGC).